# 창밖에 잠수교가 보인다
"창밖에 잠수교가 보인다"는 1985년에 개봉한 대한민국의 영화이다.

## 캐스팅
- 김진아 : 윤희 역
- 정승호 : Mr. A 역
- 김진
- 김인문